# Neil Burger
Neil Norman Burger (ur. 1963) – amerykański reżyser i scenarzysta filmowy. 
Urodził się w 1963 roku w Greenwich w stanie Connecticut. Ukończył studia na Wydziale Sztuk Pięknych Uniwersytetu Yale. W latach 80. zainteresował się kinem eksperymentalnym, na początku lat 90. zrealizował kilka filmów dla MTV. Zadebiutował w mockumentary Wywiad z zabójcą. Zrealizowany w 2002 obraz opowiada o weteranie, który wyznaje, że to on zabił Johna F. Kennedy’ego. W 2006 wyreżyserował Iluzjonistę z Edwardem Nortonem w roli tytułowej, opowieść o żydowskim magiku robiącym karierę w cesarskim Wiedniu. Bohaterami kolejnego filmu reżysera pt. Szczęśliwego powrotu jest troje amerykańskich żołnierzy na przepustce z wojny w Iraku. Ruszają oni w samochodową podróż przez Amerykę. 

## Reżyseria
- 2002: Wywiad z zabójcą (Interview With the Assassin)
- 2006: Iluzjonista (The Illusionist)
- 2007: Szczęśliwy powrót (The Lucky Ones)
- 2011: Jestem Bogiem (Limitless)
- 2014: Niezgodna (Divergent)
- 2017: Spragnieni życia (The Upside)
- 2021: Voyagers
- 2023: Córka króla moczarów (The Marsh King's Daughter)
- 2025: Inheritance